# Río Atirro
Río Atirro är ett vattendrag i Costa Rica.   Det ligger i provinsen Cartago, i den centrala delen av landet, 50 km öster om huvudstaden San José.